# Gandsfjord
Gandsfjord est un fjord situé dans le comté du Rogaland, en Norvège. Gandsfjord est une branche de Boknafjord, qui est adjacent aux villes de Stavanger et Sandnes. Le côté ouest de Gandsfjord est fortement développé. Le côté est du fjord a beaucoup de montagnes et sommets. Dans les parties extérieures du fjord, il y a plusieurs îles.